# Streckenausbau
Als Streckenausbau bezeichnet man im Bergbau sämtliche Ausbauarten in untertägigen Strecken. Der Streckenausbau wird in unterschiedlichen Querschnittsformen und mit verschiedenen Ausbaumaterialien erstellt.

## Geschichte

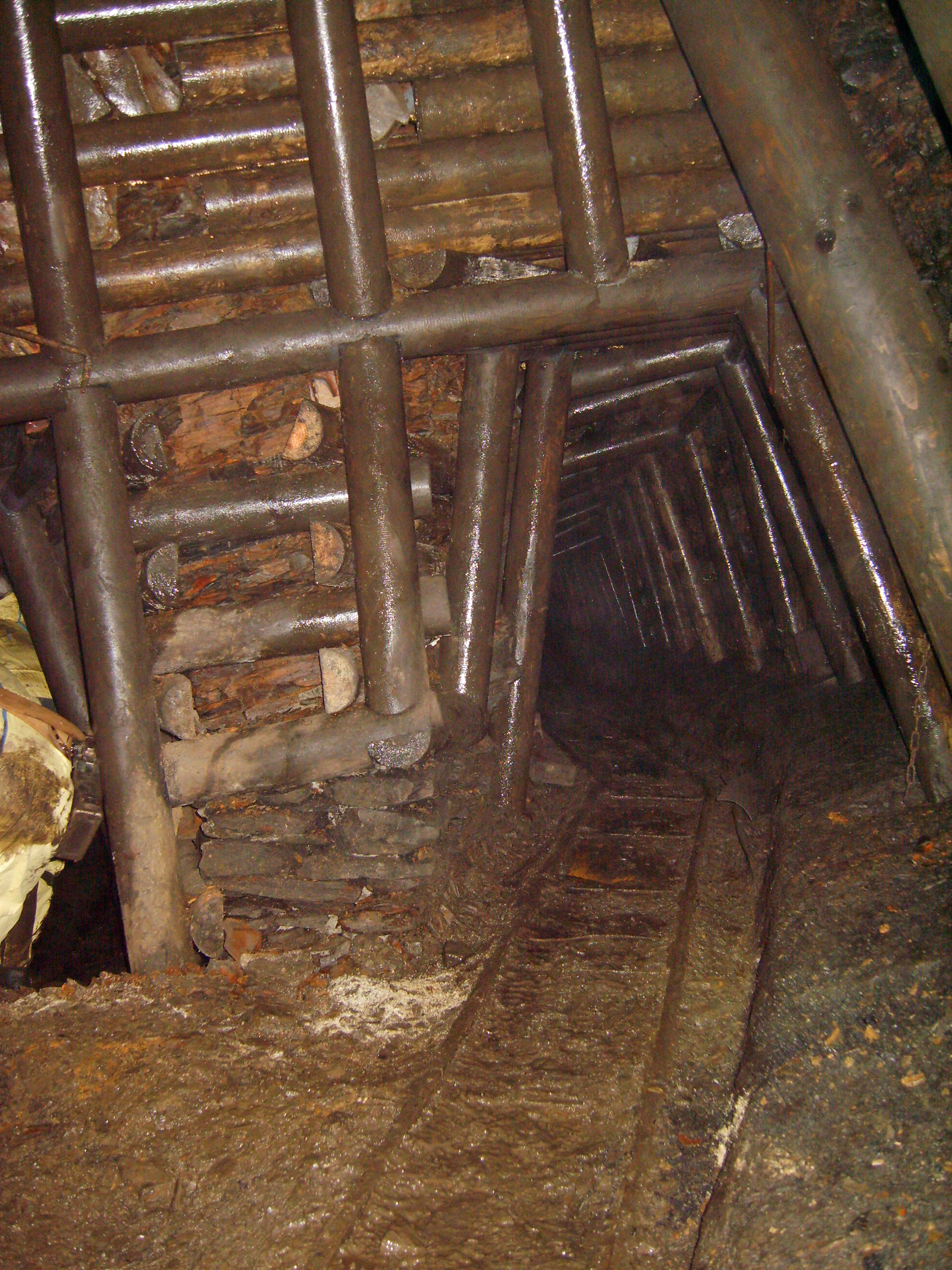
Streckenzimmerung

Bis in die erste Hälfte des 20. Jahrhunderts wurde der Streckenausbau in der Regel aus Holz erstellt. In den Richtstrecken und den Querschlägen wurde polygonförmiger Holzausbau in unterschiedlichen Varianten eingesetzt, in den Abbaustrecken meistens der Türstockausbau. Erste Versuche mit Streckenausbau aus Gusseisen wurden bereits in der zweiten Hälfte des 19. Jahrhunderts auf einer Zeche im Ruhrgebiet durchgeführt. Anfang der 1950er Jahre begann man damit, in den Hauptstrecken Stahlausbau zu verwenden. In den Abbaustrecken war zunächst noch der hölzerne Türstockausbau üblich, jedoch verdrängte hier der Bogenausbau aus Stahl nach und nach den Holzausbau. Hauptgrund war der zunehmende Gebirgsdruck in den größeren Teufen. Etwa ab dem Jahr 1960 begann man im Ruhrbergbau mit den ersten Versuchen, Gebirgsanker als Ausbau zu verwenden. Allerdings konnte sich der Ankerausbau im Steinkohlenbergbau nicht dauerhaft durchsetzen. In den Jahren 1977 und 1978 wurden auf den Bergwerken Emil Mayrisch, Rheinpreussen und Niederberg Füllörter, Querschläge und Gesteinsstrecken nach der neuen Österreichischen Tunnelbaumethode (NÖT) mit Anker und Spritzbeton ausgebaut. Im Jahr 1979 wurde auf dem Bergwerk Nordstern eine 1,5 Kilometer lange Richtstrecke unter Anwendung der NÖT aufgefahren.

## Grundlagen
Als Ausbaumaterialien für den Streckenausbau stehen dem Bergmann Holz, Mauersteine, Stahl und Beton sowie Drahtgeflechte als sogenannte Verzugsmatten zur Verfügung. Welche Ausbaumaterialien letztendlich verwendet werden, hängt von mehreren Faktoren ab. Besonders die Druckverhältnisse am Einsatzort, aber auch die Wirtschaftlichkeit spielen bei der Auswahl des Streckenausbaus eine Rolle. Für den Streckenausbau gibt es vier verschiedene Querschnittsformen, den Rechteckausbau, den Ringausbau, den Bogenausbau und den Vieleck- oder Polygonausbau. Beim Rechteckausbau gibt es den normalen Rechteckausbau in Holz und Stahl und den Türstockausbau. Weitere Varianten des Rechteckausbaus sind die Stahlkappe auf Holzkästen und die Stahlkappe auf Ziegelmauerung. Der Ringausbau ist ein geschlossener Ausbau, bei dem bedingt durch den Gebirgsdruck Quer- oder Quellkräfte auftreten. Der Bogenausbau ist ein teilgeschlossener Ausbau. Bei dieser Ausbauform werden überwiegend die Firstbereiche durch den Gebirgsdruck beansprucht. Der Polygonausbau wird in der Regel als Unterstützungsausbau eingebaut. Welcher Ausbauquerschnitt in den jeweiligen Strecken verwendet wird, hängt ab von der Art der Strecke, der Lage der Strecke zum Nebengestein und dem Gebirgsdruck. Die Größe des Streckenquerschnittes hängt von der erforderlichen Wettermenge und von der Flözmächtigkeit ab. Je nach erforderlichem Streckenquerschnitt lassen sich nur bestimmte Ausbaumaterialien verwenden. Der Streckenausbau in Holz lässt sich im Steinkohlenbergbau bei Streckenquerschnitten von vier bis maximal sechs Quadratmetern verwenden. Bei günstigen Gebirgsverhältnissen können Stahlkappen mit Holzstempeln bei Querschnitten von sechs bis zehn Quadratmetern verwendet werden. Bei Streckenquerschnitten von zwölf oder mehr Quadratmeter ist der Holzausbau nicht mehr möglich. Bei solchen Querschnitten wird Ausbau aus Stahl verwendet. Bei größeren Räumen wird vielfach Ausbau aus Kunststeinen verwendet.

## Holzausbau

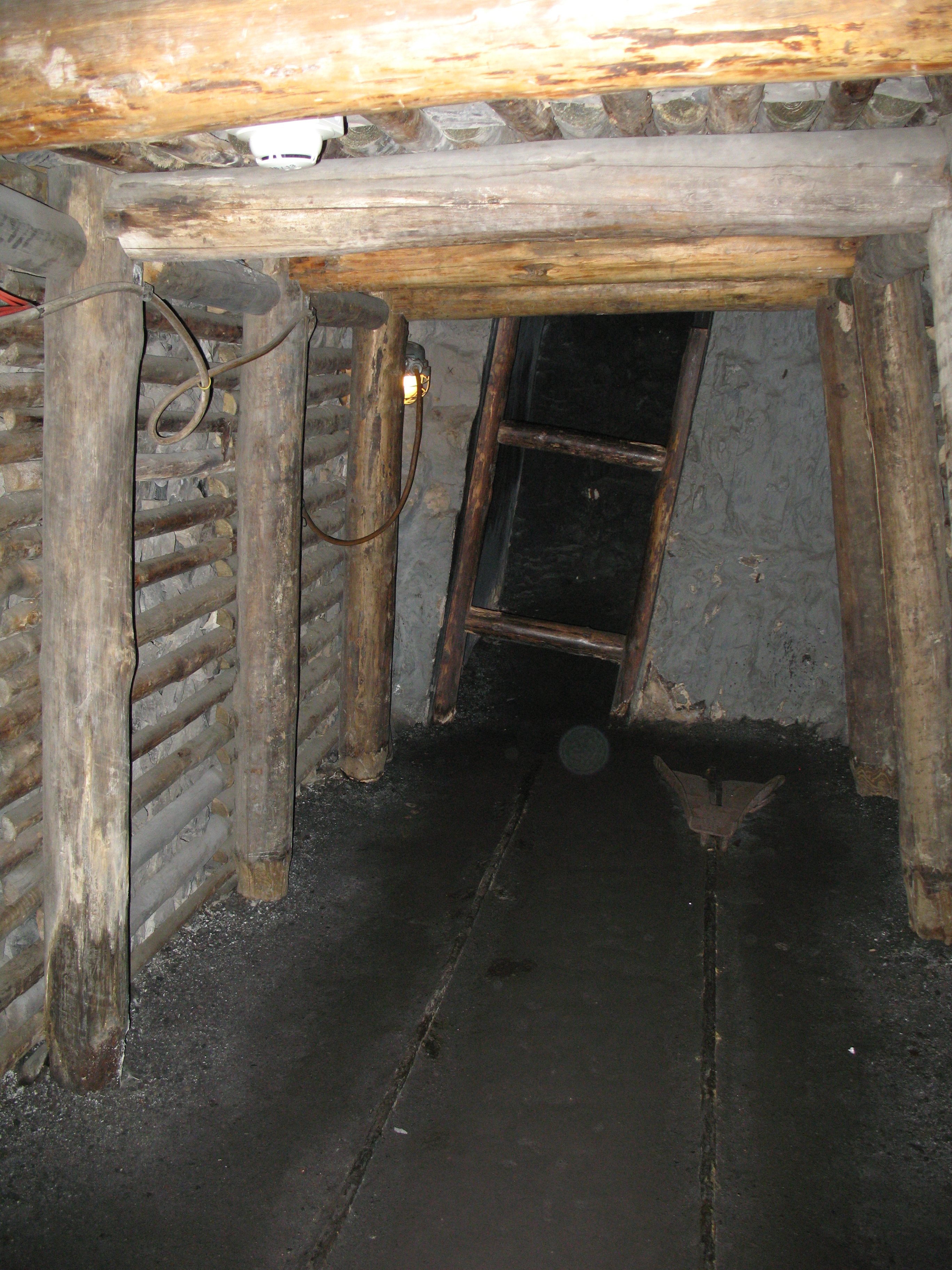
Holzausbau

Der Streckenausbau mittels Holz wird auch Streckenzimmerung genannt. Die einfachste Form der Streckenzimmerung ist die Kastenzimmerung mittels sogenannter Firstenstempel. Man nennt diese Form des Ausbaus auch Kappenausbau. Diese Form der Streckenzimmerung dient nur dem Absichern vor Steinfall aus dem Hangenden. Hierbei werden im Bereich der Firste seitlich in einen der Stöße sogenannte Bühnlöcher eingestemmt. In jedes Bühnloch wird ein Firstenstempel gesteckt und auf der gegenüberliegen Stoßseite von oben nach unten geschlagen. Dadurch wird der Firstenstempel zwischen Bühnlochtiefstem und Stoß eingeklemmt. Der Firstenstempel sitzt dabei dann leicht schräg zwischen beiden Stößen. Die Firststempel können auch in beiden Stößen in das Gebirge eingebühnt werden. Anstelle der Bühnlöcher können die Firststempel auch auf Bergekästen, Bergemauern oder Holzkästen gelegt werden. Auf die Firstenstempel wird dann Verzug aufgebracht und mit Steinen belegt. Wenn auch einer oder beide Stöße abgesichert werden müssen, wird der Türstockausbau verwendet.
Eine weitere Form der Streckenzimmerung ist die gebrochene schwedische Zimmerung. Hierbei werden die einzelnen Hölzer so zurechtgesägt, dass sie sich im Firstbereich verengen. Auf zwei Stempel werden zwei kürzere Hölzer angebracht, die wiederum mit einem Querholz, der Kappe, verbunden sind. Die Verbindungsstellen sind auf Gehrung gesägt. Der Ausbau hat dann annähernd eine umgedrehte U-Form. Bei quellender Sohle wird der Ausbau in Form der Sparrenkappe gestellt. Dazu werden im Sohlenbereich zwei kürzere Hölzer miteinander verbunden. Auf diese Hölzer werden die Stempel befestigt, die wiederum im Firstbereich mit einem Querholz verbunden werden. Der Ausbau erhält dadurch annähernd ein V-Form. Bei druckhaftem Gebirge wird der Vieleckausbau, auch Polygonausbau genannt, eingesetzt. Der Polygonausbau wird immer gelenkig ausgebildet und wird auch zur Verstärkung des Türstocks verwendet.

## Mauerung

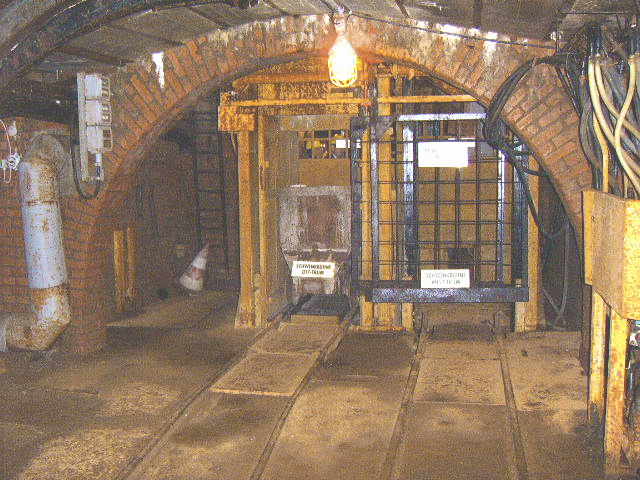
Streckenmauerung im Bereich des Füllortes

Bei der Streckenmauerung wird der Ausbau mittels gemauerter Steine erstellt. Die Streckenmauerung wird bei den Strecken angewendet, die über längere Zeit bestehen bleiben sollen. Die Streckenmauerung ist insbesondere in den Strecken vorzuziehen, die in schwimmendem Gebirge aufgefahren wurden. Durch die Mauerung wird das Eindringen des Grubenwassers unterbunden. Aber auch in Strecken, die in brächigem Gestein aufgefahren wurden, hat die Streckenmauerung Vorteile gegenüber der Streckenzimmerung. Beim Stollenbau werden die Stollenmundlöcher gemauert. Es gibt zwei Arten von Streckenmauern, die Scheibenmauer und die Gewölbemauer. Bei der Scheibenmauer liegen die Steine parallel neben- und übereinander. Bedingt durch diese Bauweise bilden ein oder zwei Flächen die Ebenen der Mauer. Die Sohle der Scheibenmauer wird Fuß, die zur Strecke hinzeigende Fläche Stirn und die zum Stoß zeigende Seite Rücken genannt. Es gibt geradstirnige und krummstirnige Scheibenmauern. Bei der geradstirnigen Scheibenmauer bildet die vordere Seite eine Ebene. Diese Seite ist entweder lotrecht oder regelmäßig geneigt. Diese Mauern widerstehen überwiegend senkrechten Druck von oben, sie entspricht somit einem Stempel. Gegen seitlichen Druck bietet sie weniger Widerstand, der wiederum von ihrem Gewicht abhängig ist. Bei der krummstirnigen Mauer ist die Stirn gewölbt und bildet somit schon den Übergang zum Gewölbe. Die Krümmung ist bei söhligen Strecken senkrecht. Bei der Gewölbemauerung wird die Mauer aus einem oder mehreren keilförmig gearbeiteten Bogenstücken erstellt. Die Bogenstücke werden in einer regelmäßigen krummen Linie ausgeführt. Die Fugen der Mauer folgen exakt dem Krümmungsradius der Mauer. Bei der Gewölbemauer tragen sich die Steine gegenseitig. Durch diese Form der Mauerung wird von außen wirkender Druck gleichmäßig auf die Mauer verteilt und abgeleitet.

## Stahlausbau

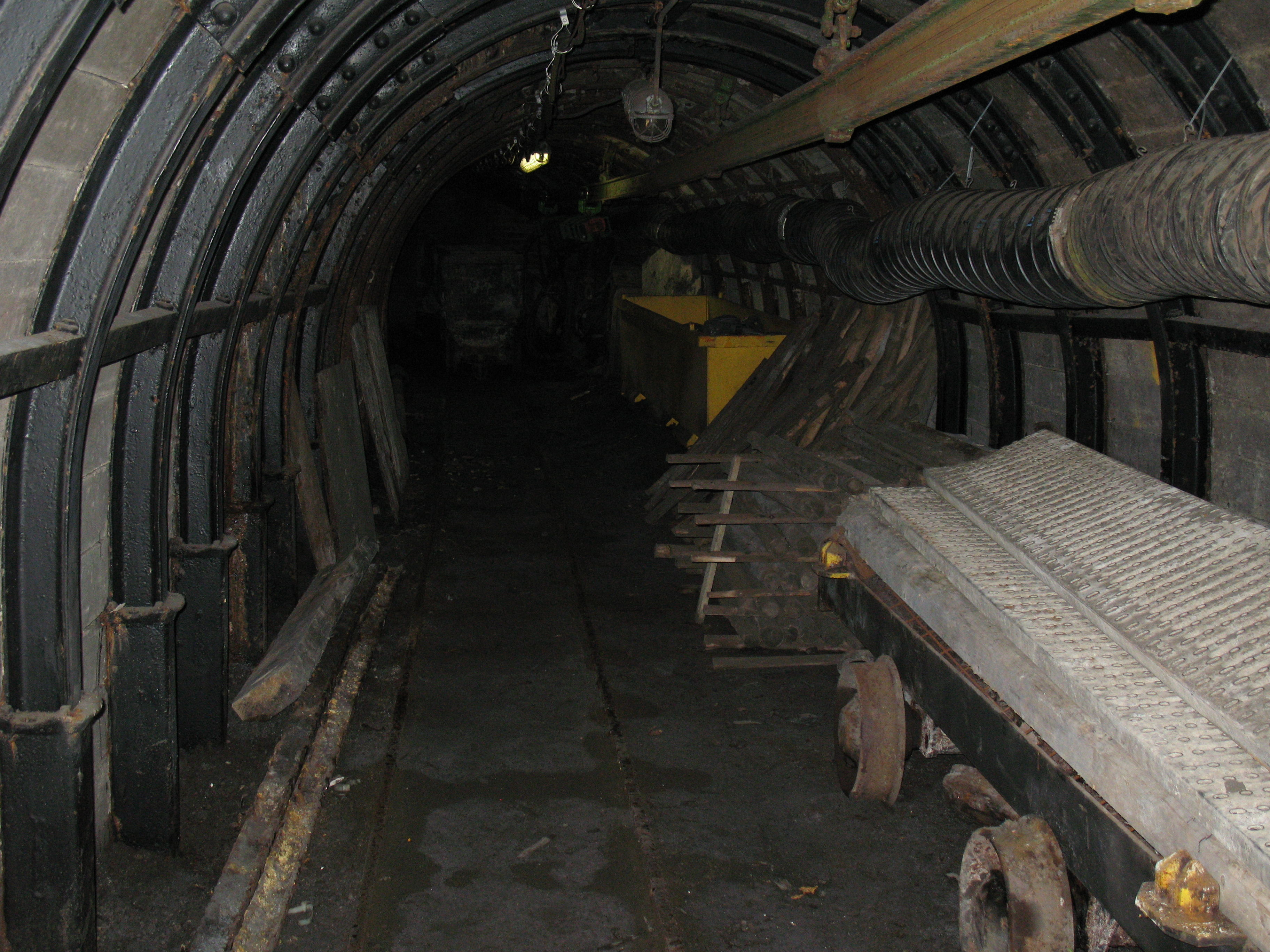
Starrer Streckenausbau

Beim Streckenausbau aus Stahl werden unterschiedliche Querschnittsformen verwendet. Aufgrund seiner ungünstigen statischen Form ist der Türstock die schwächste Stahlausbauart. Heute werden beim Streckenausbau in der Regel mehrteilige Ausbaue aus stählernen Profilen verwendet. Man unterscheidet zwischen starrem Ausbau und nachgiebigem Ausbau. Der nachgiebige Ausbau wird auch Gleitbogenausbau genannt. Der starre Ausbau besteht aus mehrteiligen Bögen aus Stegprofilen. Die einzelnen Ausbausegmente sind so konstruiert, dass sie beim Zusammenbau stumpf aneinander stoßen. Die Ausbausegmente werden durch Laschen miteinander verbunden. Bedingt durch diese Konstruktionsweise können sich die einzelnen Ausbausegmente nicht ineinander verschieben und werden bei zu großem Gebirgsdruck verformt oder sogar zerstört. Der starre Ausbau wird überwiegend in Gesteinsstrecken eingesetzt, in denen nur wenig Gebirgsdruck oder keine Konvergenzen aus dem Abbau zu erwarten sind. Der nachgiebige Ausbau besteht aus Rinnenprofilen, die überlappend zusammenmontiert werden. Die Ausbausegmente werden durch Klammerlaschen verbunden. Konstruktionsbedingt lassen sich die Ausbausegmente beim nachgiebigen Ausbau ineinander verschieben, dadurch kann der Ausbau den Gebirgsdruck in bestimmten Grenzen aufnehmen und wird nicht zerstört. Der Gleitbogenausbau wird in der Regel in Abbaustrecken eingebaut. Zur Beurteilung der Arbeitsfähigkeit eines Streckenausbaus aus Stahl gibt es die Kennziffer „SA“. Diese Kennziffer dient zur Festlegung des Stahlaufwandes für die jeweilige Strecke. Die Kennziffer SA bildet das Verhältnis des eingesetzten Materialgewichtes zum ausgebauten Raum. Anhand der zu erwartenden Konvergenz und der Gesteinskennziffer lässt sich der Stahlaufwand für eine auszubauende Strecke vorausberechnen.

## Gemischter Ausbau

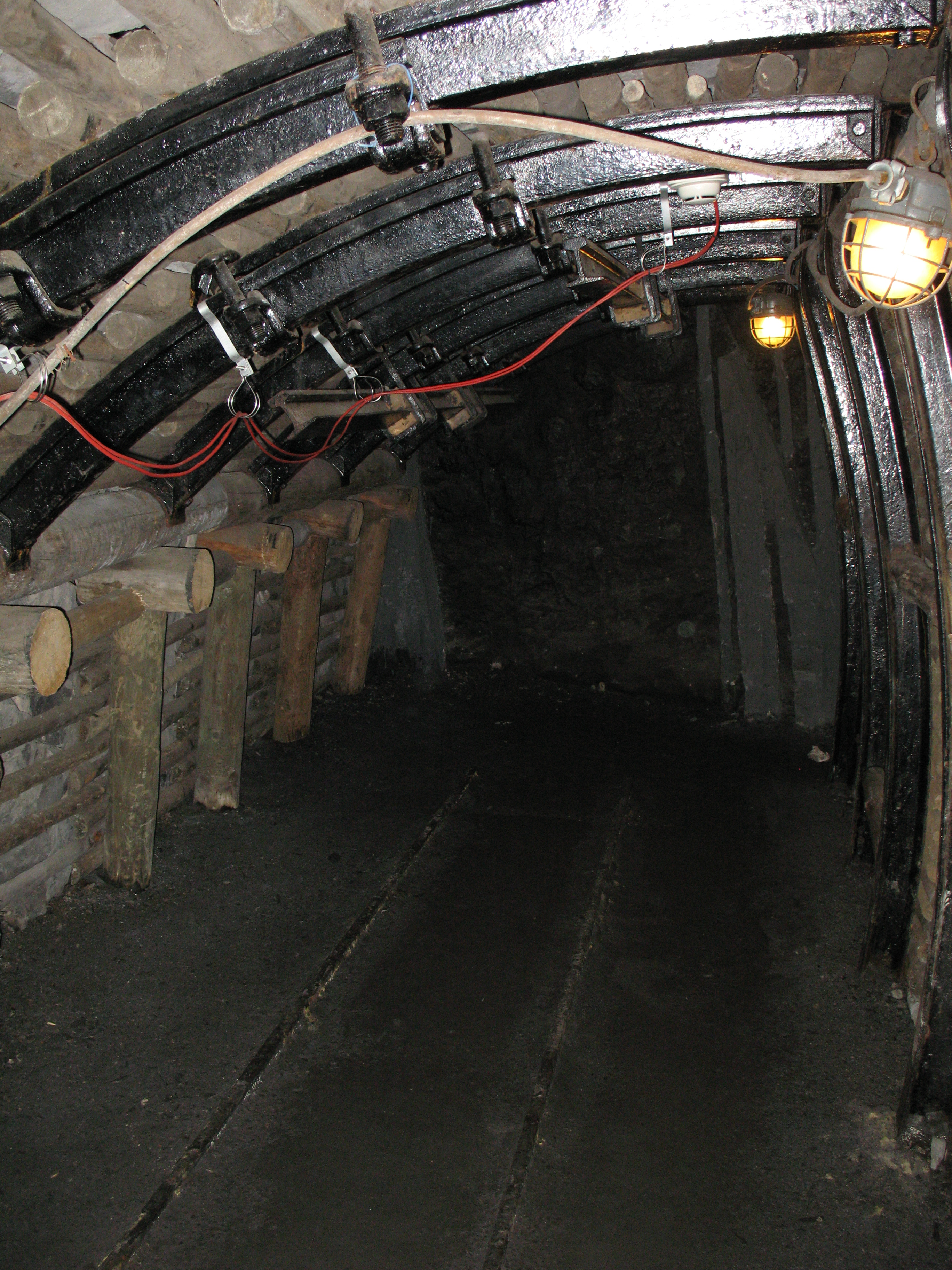
Gemischter Ausbau

Beim gemischten Ausbau werden unterschiedliche Ausbaumaterialien miteinander kombiniert, um die positiven Eigenschaften der Ausbaumaterialien miteinander zu kombinieren. Zuerst wurde der gemischte Ausbau beim Türstockausbau angewendet. Hier war man bestrebt, die Kappe zu verstärken und widerstandsfähiger zu machen. Die Kappe wird beim gemischten Türstockausbau aus Stahl und die Stempel aus Holz gefertigt. Um die Druckfestigkeit zu erhöhen, werden anstatt gerader Kappen nach oben gewölbte Kappen verwendet. An den Kappen werden Winkeleisen angenietet, mit denen die Kappen an den Holzstempeln befestigt werden. Eine weitere Variante des gemischten Ausbaus ist der gemischte zweiteilige Gelenkbogenausbau. Bei dieser Ausbauart werden zwei der hölzernen Bauelemente durch Stahlbögen ersetzt. Beim Strebbau werden zur Sicherung des rückwärtigen Streckensaumes Holz- oder Bergekästen eingebracht.